# Papiro 127
Il Papiro 127 ({\displaystyle {\mathfrak {p}}}127) è un antico manoscritto papiriaceo del Nuovo Testamento in lingua greca, testimone degli Atti degli Apostoli. È stato datato paleograficamente al V secolo e definito «la più importante nuova aggiunta ai testimoni greci sin [...] dal 1927».

## Descrizione
Contiene gli Atti degli Apostoli in maniera frammentaria (versetti 10:32-35, 40-45; 11:2-5, 30; 12:1-3, 5, 7-9; 15:29-31, 34-36, (37), 38-41; 16:1-4, 13-40; 17:1-10) È stato datato al V secolo e le sue dimensioni (ricostruite) sono 16,5 cm per 21,5 cm; il testo è disposto su due colonne di 22-26 linee.
Secondo il curatore, «offre una nuova versione libera degli Atti. Sebbene differisca grandemente dal Codex Vaticanus, presenta una versione nettamente differente da quella che si trova nel Codex Bezae».